# San Lorenzo Coacalco
San Lorenzo Coacalco är en ort i kommunen Metepec i delstaten Mexiko i Mexiko. Samhället hade 4 685 invånare vid folkräkningen år 2020.